# Église Santa Maria de Morinesio
L'église Santa maria de Morinesio (en italien Chiesa di Santa Maria di Morinesio) est un édifice religieux à la Vierge Marie, situé à Morinesio, une frazione de Stroppo, une commune de la province de Coni dans le Piémont. 

## Histoire
L'église est située sur un plateau à une altitude de 1 500 m environ. 
La construction de l'édifice actuel entouré de portiques remonte au XVIIIe siècle. Il est situé sur les restes d'une ancienne chapelle qui était devenue sanctuaire au XVIe siècle. La coupole et les fresques extérieures sont signées Francesco Agnesotti (Sampeyre, 1882- Milan, 1960).